# Boek

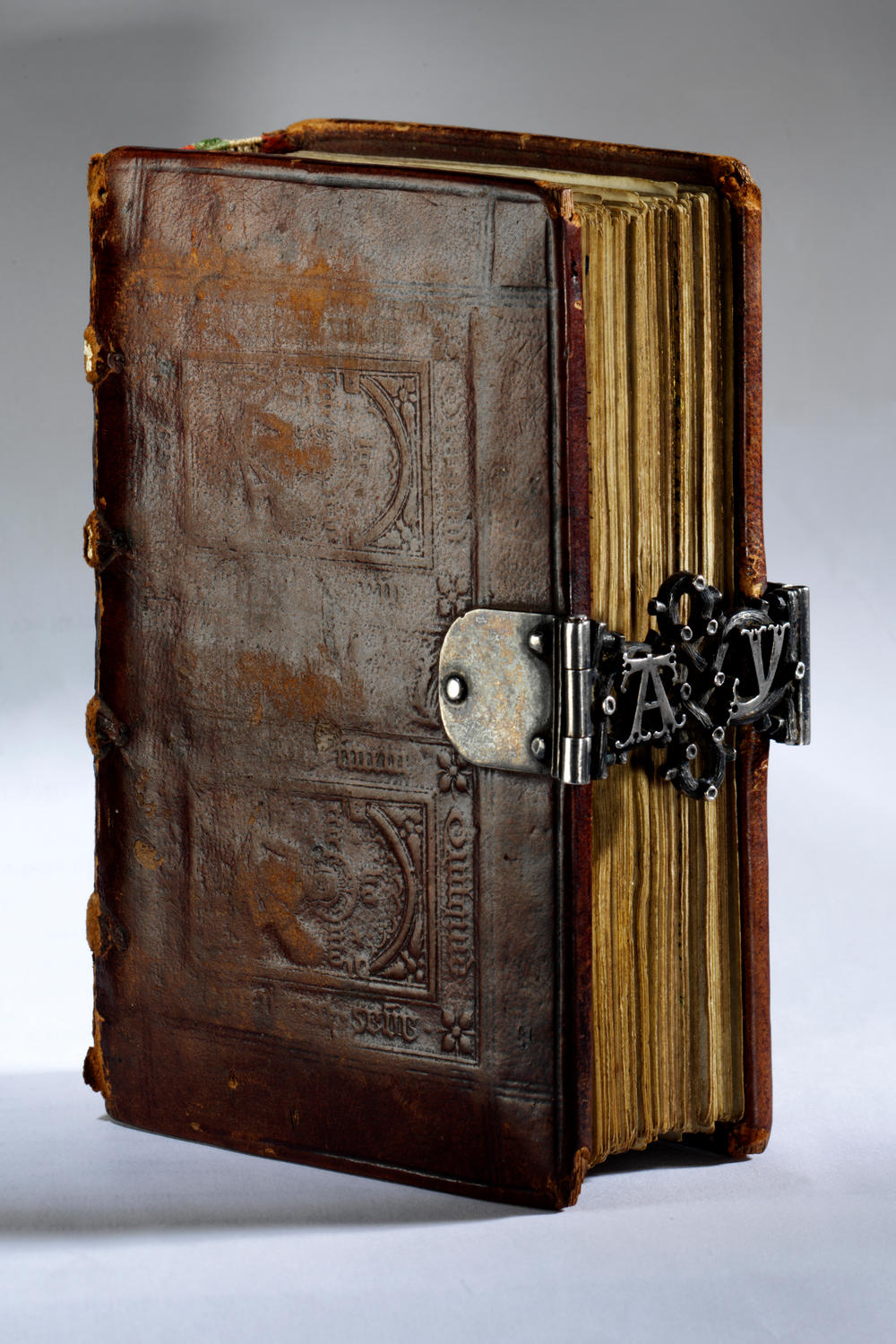
Getijdenboek Van Reynegom (16e eeuw), Koning Boudewijnstichting

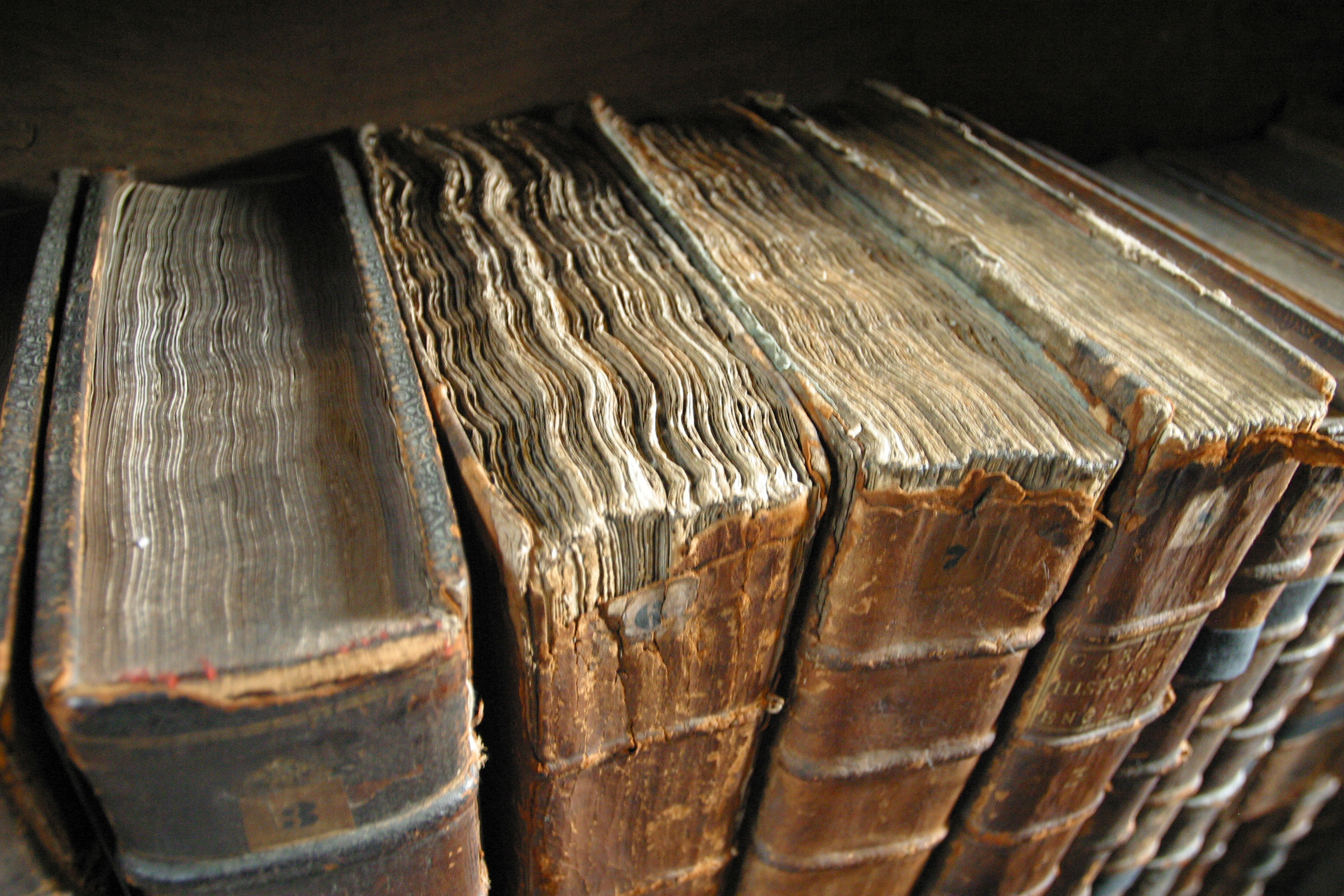
Oude boeken

Een boek  is een manier om informatie vast te leggen in de vorm van geschreven of gedrukte tekst met of zonder afbeeldingen op gebundeld papier, perkament of een andere stof en om deze informatie weer te geven, op te slaan en te verspreiden. Het is een document van vaak niet al te kleine omvang.

## Omschrijving en etymologie
Een boek in traditionele zin is een samengevoegde hoeveelheid papier met tekst, afbeeldingen of allebei. Daarnaast wordt met de term de betreffende informatie, of een soortgelijke verzameling informatie, aangeduid ('een boek schrijven', 'een boek downloaden').
Het woord 'boek' is vermoedelijk afkomstig van het Germaanse woord voor beuk, boche. De omslagen van de eerste boeken werden namelijk gemaakt van een rechthoekig stuk (beuken)hout.
Het Griekse woord biblia (boeken) is het meervoud van biblion dat oorspronkelijk 'papyrusje' betekende, het materiaal waarop in de oudheid meestal werd geschreven, en later werd gebruikt als aanduiding van papier, geschrift en boek(rol).

## Geschiedenis van het boek

### Romeinen
Hoewel geen persoon en tijdstip kan worden aangewezen, is het boek in de vorm die we nog steeds kennen door de Romeinen op grote schaal verpreid. Het is archeologisch met zekerheid bewezen dat deze boekvorm bestond in de 1e eeuw van onze jaartelling. Vóór de huidige boekvorm met pagina's, de codex, werd uitgevonden, bestond geschreven informatieoverdracht voornamelijk in de vorm van inbeiteling op steen, boekrollen van papyrus of perkament, kleitabletten, stukken bot, leren vellen en dergelijke. Korte notities die niet bewaard hoefden te blijven, werden in de oudheid ook op potscherven geschreven. Dit kwam zo omdat in ieder huishouden schalen, bekers en voorraadvaten van keramiek gebruikt werden en er geregeld wat brak zodat er aan scherven geen gebrek was. Enkele van dergelijke potscherven bevinden zich in het Leids Papyrologisch Instituut.
De Romeinen schreven hun notities vooral op wastafeltjes. Zo'n wastafel, due als medium al wel heel lang bestond, is een plankje met een klein opstaand randje waarin bijenwas was aangebracht. Met een stift (een stilus) kraste men dan de boodschap in de was. Als de boodschap niet meer actueel was, streek men de was weer glad en kon het wastafeltje opnieuw gebruikt worden. Voor langere boodschappen gebruikte men meerdere wastafeltjes. Als die vervolgens met een ring of leren touwtje met elkaar verbonden werden, ontstond er een soort boekvorm (codex). In de verdere ontwikkeling werden de tabletten vervangen door buigzame bladen van papyrus of perkament. Deze begon men dubbelgeplooid in te naaien – het begin van het boekbinden –, alsook te voorzien van een beschermende harde kaft (vaak van in leer gebonden hout). Informatie over deze vroege praktijken is te vinden in de Apophoreta van Martialis.
Men zag al snel de voordelen van een codex ten opzichte van de gebruikelijke boekrol. De codex is handiger bij het opzoeken van informatie door te bladeren, waarbij een boekrol meestal een heel stuk afgerold moet worden. Een codex kan veel meer informatie bevatten omdat van de bladen beide zijden gebruikt worden en is bovendien robuuster door de stevige boekband dan de scheurgevoelige boekrol. Bovendien leverde de materiaalbesparing een prijsvoordeel op. Vanaf het begin van de christelijke jaartelling veroverde de codex dan ook snel een plaats naast de boekrol, die de voorkeur van vooral de hogere kringen bleef genieten. De christenen die in de clandestiniteit moesten lezen, kozen daarentegen voor de compacte codex. Het werd iets waarmee ze hun identiteit markeerden. In de Koran worden christenen 'mensen van het boek' (ahl al-kitâb) genoemd.
Van de derde tot de vijfde eeuw won het boek snel terrein, eerst in het oosten en dan in het westen. In de juridische wereld werd het de standaard. De grote wettenverzameling van de Byzantijnse keizer Justinianus, in het Latijn Codex Justinianus, werd kortweg 'Codex' genoemd, een benaming die later ingang vond voor een boekwerk waarin geldend recht was vastgelegd (codici). Gestaag werd het boek dominant. In grootschalige operaties zetten Romeinse bibliotheken hun collecties om in codex-formaat. Bijkomend voordeel was dat het de overlevering van teksten verbeterde, omdat boekrollen de neiging hadden verspreid en verloren te raken. Enkel voor rekeningen en processtukken bleef de rol tot ver in de late Middeleeuwen de dominante schriftdrager. Tot op heden is een uitdrukking bij Nederlandse rechterlijke instanties dat een zaak "op de rol" wordt gezet.

### Middeleeuwen

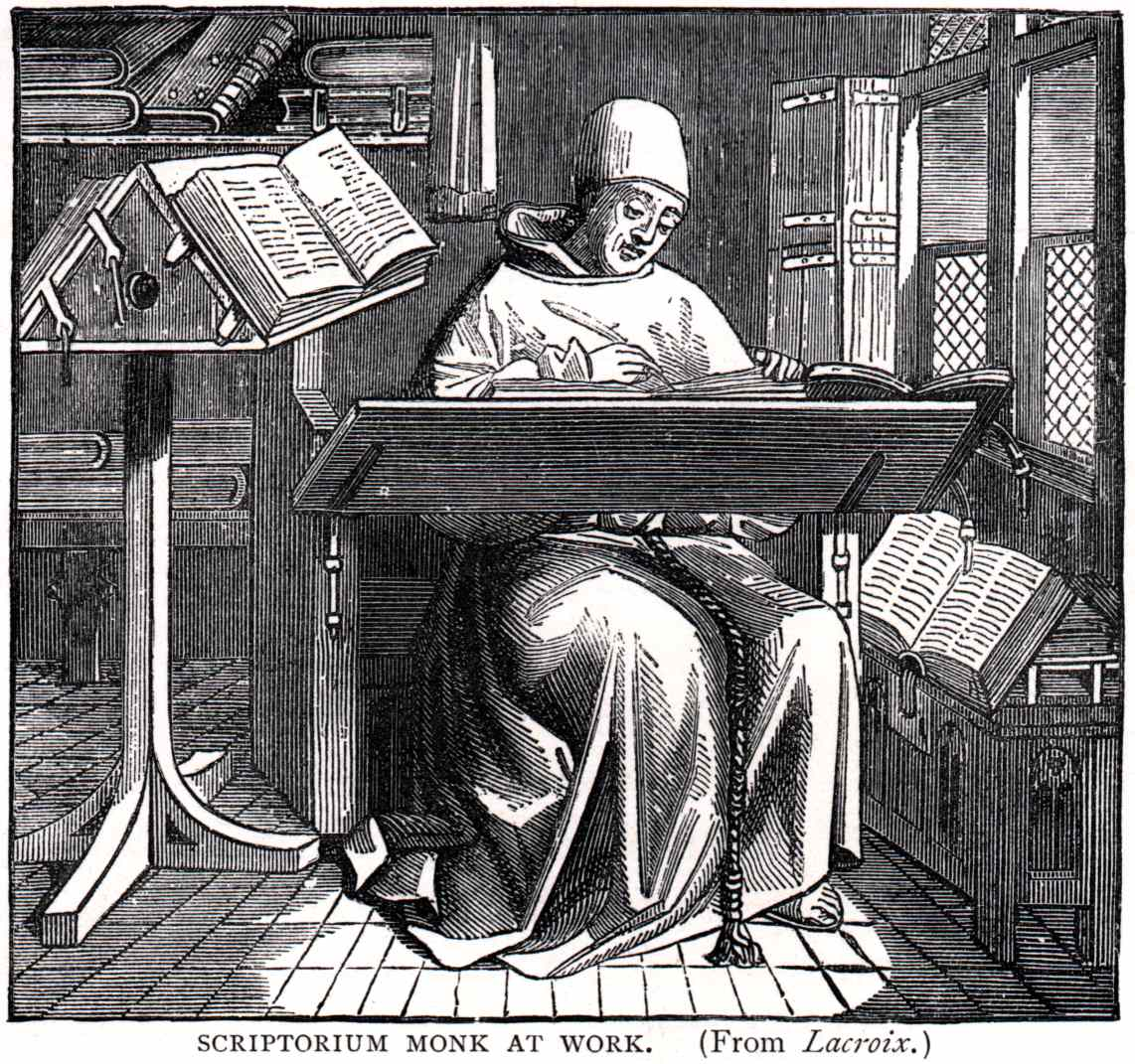
Overschrijfmonnik aan het werk

Om versleten boeken te vervangen of meer exemplaren te maken, werden de manuscripten met de hand en een aangescherpte rietpen of ganzenveer overgeschreven door zogenoemde kopiisten. In de oudheid gebeurde dit meestal in de hellenistische bibliotheken in opdracht van de overheid, soms ook in opdracht van rijke uitgevers die meerdere exemplaren voor de verkoop nodig hadden. In de Middeleeuwen vertrouwde men dit werk meestal toe aan monniken in kloosters. Daar had men bij de kloosterbibliotheek meestal een speciale schrijfruimte voor, het scriptorium. Daar konden de monniken er zo lang over doen als nodig was om een boek netjes over te schrijven; bovendien paste men vaak kalligrafie toe en allerlei versieringen en illustraties. Het woord monnikenwerk heeft daarom de betekenis gekregen van langdurig en nauwkeurig werk. Men gebruikte daarbij zwarte inkt; rode inkt wendde men aan voor de versieringen en de beginletters.
 De kopiisten schreven nauwgezet maar door onkunde en vermoeidheid niet altijd vrij van fouten boeken over van de zogenoemde legger of het oorspronkelijke bestaande boek. Door de moeizame arbeid van het kopiëren ging gaandeweg het hele lichaam pijn doen. Ofschoon maar één hand bewoog raakte het hele lijf uitgeput. Vergissingen ziet men na controle in golven door de teksten bewegen, op die momenten dat de aandacht van de kopiist na urenlange aandacht verslapt. Zo maakte een kopiist van Godfried van Bouillon de onbekende figuur 'Godefridus van Beliren'. Een andere kopiist schreef ooit over de moeder Gods Maria in plaats van 'een rose boven alle bloemen' nogal verstrooid 'haese boven alle bomen'.

Een van de bekendste handschriften uit deze periode is het Brugse Gruuthuse-handschrift van rond 1400, dat oogt als een lijvig boekwerk.
In de middeleeuwen bestond er het buidelboek, een gebedenboek, handgeschreven of gedrukt, waarbij aan de onderzijde van de band een buidel of zak was verbonden, die als het boek niet gebruikt werd, naar boven werd opgetrokken en met een koord dichtgeregen, zodat het tegen beschadigingen beschermd was. Een dergelijk werk werd ook wel integument genoemd.
Van de in wetenschap geïnteresseerde Kalief Al-Hakam II van Córdoba (915-976) is bekend, dat hij een boekenverzameling had aangelegd van 400.000 boeken uit de hele wereld en daarvoor een bibliotheek liet bouwen. Hij liet boeken overschrijven om ze te kunnen verspreiden en hij zette een groot vertaalproject op om boeken die in het Latijn en Grieks waren geschreven, te vertalen in het Arabisch.

### Uitvinding boekdrukkunst
De uitvinding van het drukken met losse letters op papier maakte vanaf halverwege de 15e eeuw de ontwikkeling van de mechanische boekdrukkunst mogelijk. Mogelijk bestond die kunst in het Verre Oosten, Midden-Amerika en het Midden-Oosten al eerder en is die als het ware steeds opnieuw uitgevonden. In 1442 werd in Europa het allereerste met losse letters gedrukte boek uitgegeven. Het eerste boekwerk dat in oplage gedrukt werd was de Gutenbergbijbel. Daarna kwam de massaproductie van boeken snel op gang. Boeken die gezet zijn met losse letters, gedrukt vóór 1 januari 1501 in Europa, worden incunabelen of wiegendruk genoemd. Het drukken met losse letters werd later vervangen door allerlei andere en snellere druktechnieken zoals de rotatiedruk waarbij de drukplaat cilindervormig is. Deze drukcilinder wordt om een rol bevestigd en in een drukmachine geplaatst waar via verschillende andere rollen een rol papier door wordt gevoerd. Hierdoor kan in een continu proces zeer snel gedrukt worden.

Door de boekdrukkunst verdwijnt geleidelijk het handschrift uit de literatuur als opslagvorm. Het overleeft nog als hulpmiddel voor acteurs, kladboek voor schrijvers en kopij voor drukkers.

### Tweede helft 19e eeuw en 20e eeuw
In de 19e en 20e eeuw kwamen steeds meer middelen ter beschikking voor de uitgave van het geschreven woord in boekvorm door de uitvinding van achtereenvolgens de schrijfmachine, de stencilmachine, de kopieermachine en de pc met printer.

## Soorten boeken
Boeken kunnen worden ingedeeld naar vorm en naar inhoud. Uiteraard bepaalt bij een papieren uitgave de grootte van de inhoud (samen met de grootte van de letters, de hoeveelheid wit en de dikte van het papier) ook de omvang. De omvang is klein vergeleken met de grootte van de inhoud bij bijvoorbeeld een kleine Bijbel (door een klein lettertype en dun papier) en groot bij boeken voor kleine kinderen en slechtzienden (grote letters, soms ook dikker papier).

### Vorm

#### Papieren boek
Een boek is opgebouwd uit de binnenkant, bestaande uit katernen, en een buitenkant, de kaft of boekband:
- Katernen bestaan uit een of meerdere malen gevouwen vellen bedrukt papier (enkel- of dubbelzijdig planovel) die in een bepaalde volgorde in elkaar worden geschoven (volgens het zogenoemde inslagschema) of op elkaar worden gelegd. De manier van vouwen en het samenstellen van de katernen bepalen beide de toe te passen nummering van de te onderscheiden bladzijden op het katern. Na het op maat snijden worden de katernen samengesteld tot het 'boekblok': bijvoorbeeld aan elkaar genaaid (gebrocheerd) en/of gelijmd (gelumbeckt) in de boekband, met of zonder schutbladen. Het boekblok is de kern van het boek. Bij genaaide katernen dienen de schutbladen om de boekband aan het boekblok te verlijmen. Gelijmde boeken (bijvoorbeeld stripalbums) hebben geen schutbladen, omdat hun functie niet nodig is.
- De boekband bestaat, geheel of gedeeltelijk, uit een voorplat, een achterplat en een rug. Omdat boekblok en boekband separaat worden vervaardigd, kunnen bij verschillende oplages foutieve samenbindingen optreden: oude boekblokken in nieuwe, gewijzigde boekbanden en omgekeerd.
- De stofomslag, die vroeger heel gebruikelijk was, maar tegenwoordig veel minder vaak aanwezig is, is een losse wikkel die om de kaft van een boek is gevouwen en aan de voor- en achterkant naar binnen steekt. Enerzijds dient deze om informatie over het boek te geven en anderzijds om de buitenkant van het boek zelf te beschermen.

##### Brochure
Een brochure is een boek van geringe omvang. Een brochure bestaat uit meerdere vellen gevouwen papier, die in de rug bijeengehouden worden door bijvoorbeeld nietjes. Het aantal pagina's is altijd een veelvoud van vier.

##### Pocketboek
Goedkoper, maar minder duurzaam dan een genaaid of gebonden boek is het pocketboek, kortweg de pocket. De rug van een pocket is gelijmd; de kaft is een papieren omslag met een plastic laagje en de bladzijden zijn meestal van een mindere papierkwaliteit.

#### E-boek
Een boek kan ook de vorm hebben van een digitale tekst, al of niet met afbeeldingen. Men spreekt dan wel van een e-boek, dat gedownload kan worden of op een gegevensdrager staat. Het is te gebruiken door vanaf een scherm te lezen of uit te printen. Ook zijn inmiddels speciale e-bookreaders ontwikkeld, speciale apparatuur waarmee e-books gelezen kunnen worden, vaak met een speciaal soort scherm, zogenaamd e-paper. E-books kunnen ook gelezen worden op handhelds als Palm, Pocket PC en smartphones.

#### Leerboeken
Een leerboek of studieboek is een boek waar men iets uit kan leren. Leerboeken worden vaak gebruikt in lesmethoden op een basisschool of binnen het voortgezet onderwijs of op de universiteit. Educatieve uitgeverijen produceren leerboeken. Ook een informatief boek is een soort leerboek.

#### Dwarsliggers
Een kleiner boekformaat, te vergelijken met de eerder genoemde kleine Bijbel met zijn kleine lettertype en dunne papier, is de dwarsligger.

### Inhoud
Boeken kunnen globaal worden ingedeeld in de volgende categorieën:
- fictie: de lezer laat zich amuseren, vormen of verrijken door de fantasie van de auteur
- non-fictie of informatief boek: het doel is om informatie van de auteur over te dragen aan de lezers

Er zijn het literaire boek, het (ouderwetse) prentenboek en het fotoboek. Elk boek wordt in een bepaalde categorie ingedeeld, zoals sciencefiction, roman, poëzie of detective, en voorzien van een Internationaal Standaard Boeknummer (ISBN), een universeel administratienummer. Ook worden de schrijver(s), de uitgever, de eventuele vertaler(s) en oorspronkelijke titel, de verschillende drukken en andere bijzonderheden over het boek vermeld, meestal in het colofon, dat vaak voor in het boek en enkele keren achter in het boek te vinden is. Soms heeft een boek een proloog (voorwoord) nodig en/of een (inleiding). Sommige boeken hebben een epiloog (nawoord).
Een boek bevat een voorwerk, een binnen- of hoofdwerk en een nawerk. Het voorwerk bevat vaak een Franse- en titelpagina (Frans is een verbastering van 'voordehandse'), een copyrightpagina (de verso-zijde van de titelpagina), een dankwoord of opdracht, een voorwoord en een inhoudsopgave. Het binnenwerk bevat de hoofdstukken, meestal vele pagina's inhoud en soms illustraties en/of foto's. Het uiterlijk wordt verder bepaald door de gebruikte drukletters, de bladspiegel, de tekstindeling, de papiersoort, het formaat en de vorm van het boek.

## Productie, distributie en verkoop

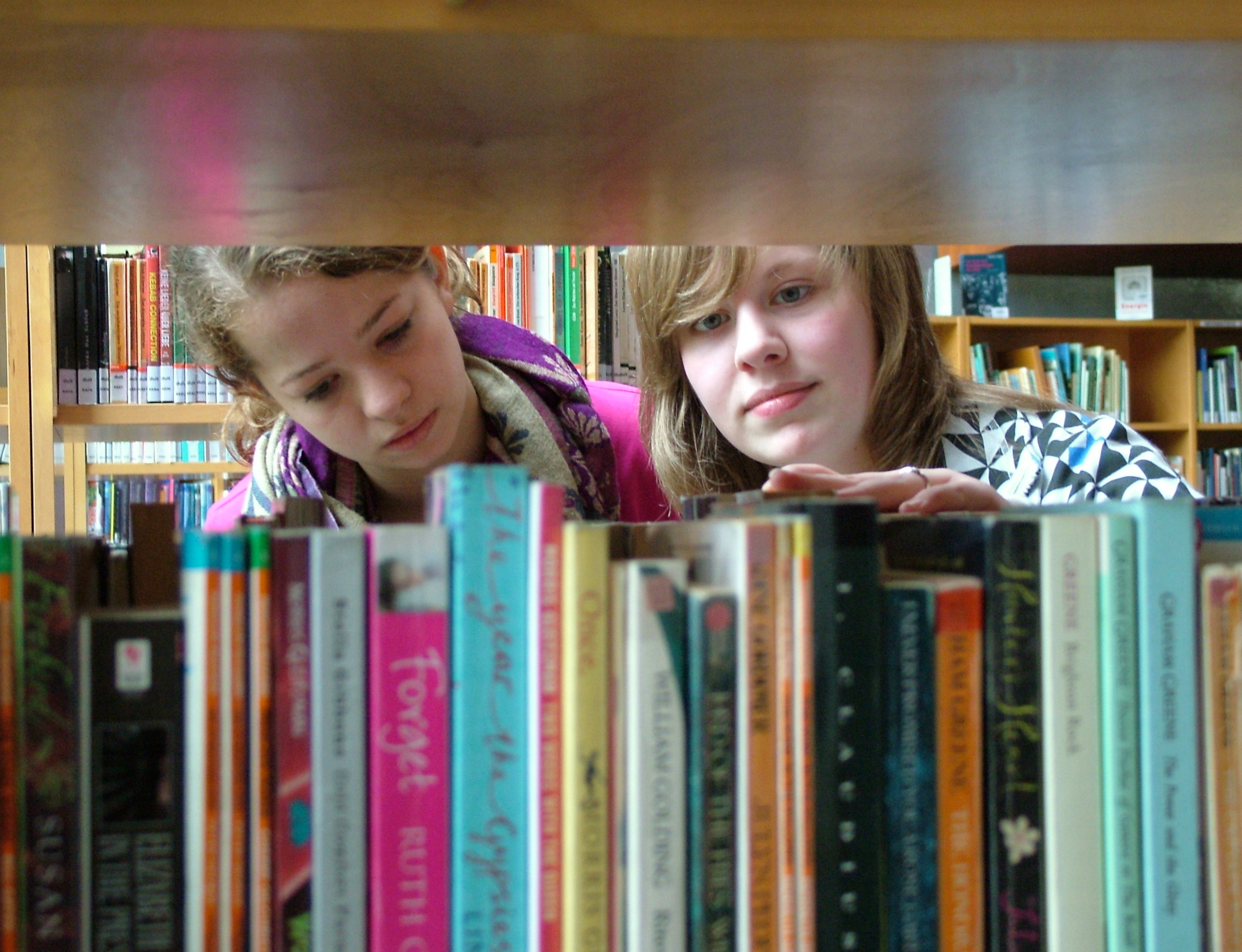
Een boek uitzoeken in een bibliotheek

De auteur schrijft een boek meestal met een tekstverwerker, waarna een elektronisch manuscript (hier dus niet in de letterlijke zin van een handgeschreven versie) wordt gestuurd naar de uitgever. Een papieren boek wordt gedrukt door een drukker en gebonden door een boekbinder. Een distributeur verzorgt meestal de logistiek van de verspreiding naar boekhandels en andere verkooppunten; daarnaast zijn er systemen voor de distributie van e-boeken. Bij distributie en verkoop zijn boekdata van belang om het individuele boek vindbaar te maken te midden van de miljoenen leverbare boektitels.
Bij het produceren van boeken zijn behalve auteur, uitgever en drukker onder meer grafische vormgevers, illustratoren, boekbandontwerpers, fotografen, redacteuren en correctoren betrokken, al naargelang de uitgave vereist.
Een zeer bekende 'markt' voor nieuwe boeken, waar uitgevers uit de hele wereld elkaars uitgaven kunnen bekijken en titels ter vertaling kunnen kopen, is de jaarlijkse Frankfurter Buchmesse.
Delen van boekoplagen die niet of niet snel genoeg verkocht zijn, gaan veelal in de wederverkoop. Er zijn boekenmarkten en boekenwinkels speciaal voor tweedehandsboeken of de ramsjmarkt; de grootste en bekendste daarvan is De Slegte.
Bij literaire uitgaven is vooral de eerste druk van een boek van belang bij de latere antiquarische verkoop. Vooral de geschriften van bekende schrijvers kunnen dan aanzienlijk meer gaan opbrengen.

## Wetenswaardig
Begin oktober 2010 presenteerde een Australische uitgever op de Frankfurter Buchmesse het fysiek grootste tot nu toe gedrukte boek. Het gaat om een atlas en meet 1,8 bij 2,75 meter en kost 72.000 euro. Je hebt je beide handen nodig om door het boek te bladeren.
Er zijn in Nederland sinds 1970 meer dan 1 miljoen titels uitgegeven, en per dag komen er ongeveer 60 titels bij.

## Spreekwoorden en gezegdes
- Hij is een open boek - zijn innerlijk is duidelijk te lezen
- Een boekje opendoen over iets of iemand - verborgen informatie naar buiten brengen over een persoon of situatie
- Met je neus in de boeken zitten - veel studeren

## Diversen
- Het Boek is de titel van een Nederlandse en internationale (The Book) Bijbelvertaling
- Metafoor: 'Mijn vrouw, dat is een mooi boek, maar ik heb het al uit' (cabaretier Wim Sonneveld)